# روبرت هول
روبرت هول هو رسام كندي، ولد في 9 مارس 1947 في St. Boniface, Winnipeg ‏ في كندا.